# Film (album)
Film – czwarty album studyjny Gosi Andrzejewicz, wydany 25 listopada 2014.

## Lista utworów CD1
| Nr  | Tytuł utworu                                           | Długość |
| --- | ------------------------------------------------------ | ------- |
| 1.  | „Intro”                                                | 1:12    |
| 2.  | „Film”                                                 | 3:28    |
| 3.  | „Chwila”                                               | 3:36    |
| 4.  | „Klucz”                                                | 5:05    |
| 5.  | „Nie rozdzieli nas nic (gościnnie: Electric Pulse)”    | 3:48    |
| 6.  | „On”                                                   | 3:34    |
| 7.  | „Płomień”                                              | 2:58    |
| 8.  | „Obiecaj mi”                                           | 3:28    |
| 9.  | „Ciszej”                                               | 5:13    |
| 10. | „I'm Not Afraid (gościnnie: AndreiK, StOne & NatStar)” | 3:48    |
| 11. | „Choose to Believe (gościnnie: NatStar, StOne)”        | 3:21    |
| 12. | „2Gether (gościnnie: Douzi)”                           | 3:41    |
| 13. | „Loverboy (gościnnie:Dr Alban)”                        | 3:29    |
| 14. | „You”                                                  | 3:03    |
| 15. | „Tracimy Siebie”                                       | 3:29    |
| 16. | „Outro (gościnnie Wosiu)”                              | 1:11    |

## Lista utworów CD2
| Nr  | Tytuł utworu                                                | Długość |
| --- | ----------------------------------------------------------- | ------- |
| 1.  | „Can You Feel Me (gościnnie: Electric Pulse)”               | 3:16    |
| 2.  | „Genius (gościnnie:Romain G, Bernd Hall, Marco Zanfardino)” | 6:02    |
| 3.  | „Summer Music (gościnnie:Bernd Hall, Marco Zanfardino)”     | 3:16    |
| 4.  | „Superstar (gościnnie: Krist van D)”                        | 3:41    |
| 5.  | „Contagious”                                                | 3:33    |
| 6.  | „Love (Extended Mix) (gościnnie: Stylus Josh)”              | 5:13    |
| 7.  | „Hello Hello (gościnnie: Northway, EP)”                     | 3:44    |
| 8.  | „I'm Not Afraid (Super Hoomen Remix)”                       | 5:14    |
| 9.  | „Emotions (Extended Mix) (gościnnie:DJ Remo)”               | 5:22    |
| 10. | „Medley Summer Music”                                       | 8:59    |
|     |                                                             | 48:20   |